# 九州旅客鐵道九州北部地區本社
九州旅客鐵道九州北部地區本社（日文：九州旅客鉄道北部九州地域本社）是九州旅客鐵道（JR九州）的其中一間本社。曾經是國鐵九州總局。

## 支社地址
福岡縣北九州市小倉北區室町3-2-57（近西小倉車站）

## 管轄路線
本社子支社之路線管轄邊境車站請參看JR支社境界。
- 鹿兒島本線（門司港車站～大牟田車站）
- 日豐本線（西小倉車站～中津車站。但是中津車站也由大分支社管轄）
- 山陽本線（下關車站～門司車站。但是下關車站也由JR西日本廣島支社管轄）
- 長崎本線（鳥栖車站～肥前大浦車站）
- 久大本線（久留米車站～日田車站）
- 日田彥山線（全線）
- 筑豐本線（全線）
- 後藤寺線（全線）
- 香椎線（全線）
- 篠栗線（全線）
- 唐津線（全線）
- 筑肥線（全線）

## 鐵道事業部
- 唐津鐵道事業部
- 久留米鐵道事業部
- 日田彦山鐵道事業部
- 筑豊篠栗鐵道事業部
- 佐賀鐵道部

## 車廠
- 南福岡電力動車組區）
- 筑豊篠栗鐵道事業部直方運輸中心
- 門司港運輸區
- 唐津鐵道事業部唐津運輸中心

## 乘務員區所
- 門司港運輸區
- 小倉運輸區
- 博多運輸區
- 南福岡電力動車組區
- 門司車長區
- 博多車長區
- 筑豊篠栗鐵道事業部直方運輸中心
- 唐津鐵道事業部唐津運輸中心
- 日田彦山鐵道事業部日田彦山運輸中心
- 久留米鐵道事業部久留米運輸中心

## 外部連結
- （页面存档备份，存于）　-　由北部九州地域本社營運的地域資訊，並介紹本社管轄範圍内（福岡・北九州・筑豊・筑後・佐賀・唐津）美食、活動及土産等資訊。

## 相關項目
Template:九州旅客鐵道北部九州地域本社